# Забытые (телесериал)
Забытые (англ. The Forgotten) — американский телевизионный сериал, транслируемый с 22 сентября 2009 по 3 июля 2010 года на телеканале ABC. 9 ноября 2009 года ABC заказала ещё 5 дополнительных эпизодов, что в общей сложности составляет 17 эпизодов.

## Сюжет
Когда стандартных полицейских процедур недостаточно для того, чтобы опознать тело, в дело вступает группа опознания, состоящая из волонтеров.
Группа непрофессиональных, но преданных своему делу детективов пытается восстановить кусочки жизни этих Джейн и Джонов Доу (псевдонимы, которые даются неопознанным телам) на основании даже самой маленькой оставленной улики. Каждый эпизод комментируется «телом», которое «наблюдает» за командой, стремящейся выяснить, кем была жертва.
Кто станет добровольно выполнять столь мрачную работу? Новый сотрудник Тайлер Дэвис быстро узнает, что у каждого члена его команды есть своя собственная причина работать на группу. Алекс Донован — бывший коп. Его 8-летняя дочь была похищена, но её так и не нашли. Кэнденс Батлер ненавидит свою обычную работу. У неё есть особенный дар ободрить и успокоить людей, включая даже раздражительного Тайлера — талантливого скульптора, имеющего опыт работы в судебной экспертизе.

## В ролях
- Кристиан Слейтер — Алекс Донован (англ. Alex Donovan) (1-17 эпизоды)
- Рошелль Эйтс — Грейс Рассел (англ. Grace Russell) (1-17 эпизоды)
- Хэзер Стивенс — Линдси Дрейк (англ. Lindsey Drake) (1-13 эпизоды)
- Мишель Борт — Кэндес Батлер (англ. Candace Butler) (1-17 эпизоды)
- Энтони Кэрриган — Тайлер Дэвис (англ. Tyler Davies) (1-17 эпизоды)
- Боб Стефенсон — Уолтер Бейли (англ. Walter Bailey) (1-17 эпизоды)
- Элиша Катберт — Максин Денвер (англ. Maxine Denver) (12-17 эпизоды)